# Rouran
Rouran (cinese: 柔然, pinyin: Rouran) era il nome di una confederazione di tribù nomadi ai confini settentrionali della Cina delle 18 province verso la fine del IV secolo fino alla fine del VI secolo. A volte è stato ipotizzato che i Rouran siano correlati con gli Avari, gruppo etnico vissuto in Europa nell'alto medioevo.

## Leader di Rouran
- Mukhur
- Yujiulü Cheluhui
- Yujiulü Tunugui
- Yujiulü Bati
- Yujiulü Disuyuan
- Yujiulü Pihouba
- Venheti [1]
- Yujiulü Mangeti
- Yujiulü Heduohan
- Yujiulü Shelun
- Yujiulü Hulü
- Yujiulü Buluzhen
- Yujiulü Datan
- Yujiulü Wuti
- Yujiulü Tuhezhen
- Yujiulü Yucheng
- Yujiulü Doulun
- Yujiulü Nagai
- Yujiulü Futu
- Yujiulü Chounu
- Yujiulü Anagui
- Yujiulü Poluomen
- Yujiulü Anagui
- Yujiulü Tiefa
- Yujiulü Dengzhu
- Yujiulü Kangti
- Yujiulü Anluochen
- Yujiulü Dengshuzi